# Rab Chisda
Rab Chisda (* um 217; † 309) war ein Amoräer der dritten Generation in Babylonien.
Er war Schüler und Freund des Rab Huna, nach einigen auch Schüler von Rab und Mar Samuel, nach dem Tod des Rab Jehuda bedeutendster Lehrer in Sura, war besonders Haggadist und berühmt durch sein scharfsinniges Diskutieren (Erubin 67a spricht beispielsweise von pilpule deRab Chisda).
R. Chisda heiratete im Alter von 16 Jahren die Tochter von Ḥanan b. Raba, mit der er sieben oder mehr Söhne und zwei Töchter hatte. Sein Schüler Raba wurde auch sein Schwiegersohn. Mit Huna überwarf er sich anlässlich einer Rechtsauslegung über die Pflichten von Schülern gegenüber ihren Lehrern. Er achtete Huna sehr und veröffentlichte zu Hunas Lebzeiten nichts, was dessen Auffassung widersprach. Es sollte aber sehr lange dauern, bis sie sich wieder versöhnten. Vier Jahre vor Huna's Tod gründete Chisda seine eigene Schule in Mata Meḥasya. Nach dem Tod von R. Judah übernahm er dessen Schule in Sura.
R. Chisda kam im Laufe seines Lebens als Brauer zu einigem Vermögen, er starb im Jahre 309 und soll 92 Jahre alt geworden sein.